# Constantin Bakaleinikoff
Constantin Romanovich Bakaleinikoff (russisch Константин Романович Бакалейников, Konstantin Romanowitsch Bakaleinikow; * 26. April 1898 in Moskau; † 3. September 1966 in Los Angeles) war ein russischer Filmkomponist. Bakaleinikoff wurde für seine Filmmusik mehrfach für den Academy Award nominiert, konnte ihn aber nie gewinnen. 

## Leben
Bakaleinikoff studierte am Moskauer Konservatorium und verließ Russland nach der Revolution. In den USA arbeitete er zunächst als Dirigent für das Los Angeles Philharmonic Orchestra, bevor er sich Ende der 1920er Jahre der Filmmusik zuwandte. Bakaleinikoff komponierte für Paramount Pictures und Metro-Goldwyn-Mayer, bevor er 1940 für kurze Zeit zu Columbia Pictures wechselte. Danach ging er zu RKO Pictures und arbeitete dort, bis das Studio 1955 schloss. 1938 war Bakaleinikoff für seine Musik zu Something to sing about erstmals für den Academy Award nominiert. Er war meistens als musikalischer Leiter einer Filmproduktion tätig oder dirigierte die Einspielungen der Filmmusik. Bakaleinikoff war mit der Stummfilm-Schauspielerin Fritzi Ridgeway verheiratet. Sein Bruder Mischa war ebenfalls Filmkomponist.

## Filmografie (Auswahl)
- 1931: Das Luftschiff (Dirigible)
- 1933: Eine Frau vergisst nicht (Only Yesterday)
- 1934: Alles Schwindel! (Bottoms Up)
- 1935: Diamanten-Jim (Diamond Jim)
- 1935: Was geschah gestern? (Remember Last Night?)
- 1937: Musik in den Fäusten (Something to Sing About)
- 1939: The Story of Vernon and Irene Castle
- 1940: More About Nostradamus
- 1940: Dr. Christian Meets the Women
- 1941: Adam hatte vier Söhne (Adam Had Four Sons)
- 1942: Von Agenten gejagt (Journey into Fear)
- 1943: Tarzan und die Nazis (Tarzan Triumphs)
- 1943: Dies ist mein Land (This Land Is Mine)
- 1943: Stage Door Canteen
- 1943: The Fallen Sparrow
- 1943: Harte Burschen – steile Zähne (A Lady Takes a Chance)
- 1943: Tarzan, Bezwinger der Wüste (Tarzan’s Desert Mystery)
- 1944: Step Lively
- 1944: None But the Lonely Heart
- 1944: Murder, My Sweet
- 1945: Stahlgewitter (Back to Bataan)
- 1945: Die Wendeltreppe (The Spiral Staircase)
- 1945: Sing Your Way Home
- 1946: Berüchtigt (Notorious)
- 1946: Morgen und alle Tage (From This Day Forward)
- 1947: Die Todesreiter von Kansas (Trail Street)
- 1947: Tycoon
- 1948: Die Glocken von Coaltown (The Miracle of the Bells)
- 1948: Der Schrecken von Texas (Return of the Bad Men)
- 1948: Jedes Mädchen müßte heiraten (Every Girl Should Be Married)
- 1948: Der Junge mit den grünen Haaren (The Boy with Green Hair)
- 1948: Gangster der Prärie (Station West)
- 1949: Ring frei für Stoker Thompson (The Set-Up)
- 1949: Das unheimliche Fenster (The Window)
- 1949: Panik um King Kong (Mighty Joe Young)
- 1949: Der Mann vom Eiffelturm (The Man on the Eiffel-Tower)
- 1949: Der Teufelshauptmann (She Wore a Yellow Ribbon) (Dirigat)
- 1949: Die Goldräuber von Tombstone (Bad Men of Tombstone)
- 1949: Noras schwache Stunde (Bride for Sale)
- 1949: Der Kampf um den Sonora-Pass (Roughshod)
- 1950: Die schwarze Lawine (The Secret Fury)
- 1950: Born to be Bad
- 1950: Glücksspiel des Lebens (Walk Softly, Stranger)
- 1950: Endstation Mord (Gambling House)
- 1951: Auf Bewährung freigelassen (The Company She Keeps)
- 1951: Stählerne Schwingen (Flying Leathernecks)
- 1951: Doppeltes Dynamit (Double Dynamite)
- 1951: Gangster unter sich (Behave Yourself!)
- 1951: Der Rächer (Best of the Badmen)
- 1951: Hard, Fast and Beautiful
- 1951: Gangster (The Racket)
- 1952: Die Spielhölle von Las Vegas (The Las Vegas Story)
- 1952: Vor dem neuen Tag (Clash by Night)
- 1952: Androkles und der Löwe (Androcles and the Lion)
- 1952: An der Spitze der Apachen (The Half-Breed)
- 1952: Kampf um den Piratenschatz (Blackbeard the Pirate)
- 1953: Hölle der Gefangenen (Devil’s Canyon)
- 1954: Eine Nacht mit Susanne (Susan Slept Here)
- 1956: Der Eroberer (The Conqueror)
- 1957: Die Junggesellenparty (The Bachelor Party)

## Nominierungen
- Oscarverleihung 1938: Beste Filmmusik für Musik in den Fäusten (Something to sing about)
- Oscarverleihung 1944: Beste Filmmusik (Drama/Komödie) für The Fallen Sparrow (gemeinsam mit Roy Webb)
- Oscarverleihung 1945: Beste Filmmusik (Drama/Komödie) für None But the Lonely Heart (gemeinsam mit Hanns Eisler)
- Oscarverleihung 1945: Beste Filmmusik (Musical) für Higher and Higher